# Metropolitan Railway
Le Metropolitan Railway (Chemin de fer métropolitain), également connu sous le nom de Met, est une ancienne compagnie de chemin de fer de voyageurs et de marchandises, qui a desservi Londres de 1863 à 1933.
La première ligne reliait les terminus ferroviaires de Paddington, Euston et King's Cross à la City. La première section a été construite sous la New Road en tranchée couverte entre Paddington et King's Cross et en tunnel et tranchées de Farringdon Road à King's Cross, et jusqu'à Smithfield, proche de la City.
Le Metropolitan Railway a ouvert au public le 10 janvier 1863, avec des voitures en bois éclairés au gaz, tirées par des locomotives à vapeur spécialement conçues : cette ligne est reconnue comme le premier chemin de fer souterrain au monde pour le transport de passagers.
La ligne fut bientôt prolongée des deux côtés et vers le nord par une branche partant de Baker Street. Les branches du sud, desservies directement, atteignirent Hammersmith en 1864, Richmond en 1877 et le premier tracé de l'Inner Circle fut achevé en 1884. L'itinéraire le plus important était celui du nord-ouest, qui traversait la campagne du Middlesex, stimulant ainsi le développement de nouvelles banlieues. Harrow fut atteint en 1880 et, à partir de 1897, ayant obtenu le patronage précoce du duc de Buckingham et des propriétaires de Waddesdon Manor, le service s'étendit pour de nombreuses années jusqu'à Verney Junction dans le Buckinghamshire.
La traction électrique fut introduite en 1905 et, en 1907, des rames automotrices électriques assuraient la plupart des services, l'électrification des sections périphériques ne se produisant que des décennies plus tard. Contrairement à d'autres compagnies ferroviaires de la région de Londres, le Met acheta des terrains pour des logements et, après la Première Guerre mondiale, fit la promotion de lotissements à proximité du chemin de fer en utilisant la marque « Metro-land ». Le 1er juillet 1933, le Met fusionna avec l'Underground Electric Railways Company of London et les opérateurs de tramway et de bus de la capitale pour former le London Passenger Transport Board.
Les anciennes voies et stations du Met sont désormais utilisées par les lignes : Metropolitan, Circle, District, Hammersmith & City, Piccadilly, Jubilee et Victoria du métro de Londres, ainsi que par Chiltern Railways et Great Northern.

## Histoire

### De Paddington à la City, 1853–1863

Le chemin de fer comme il fut ouvert en 1863.

Le chemin de fer de 3,75 milles (6 km) a été ouvert au public le samedi 10 janvier 1863. Il y avait des gares à Paddington (Bishop's Road) (aujourd'hui Paddington), Edgware Road, Baker Street, Portland Road (aujourd'hui Great Portland Street), Gower Street (aujourd'hui Euston Square), King's Cross (aujourd'hui King's Cross St Pancras) et Farringdon Street (aujourd'hui Farringdon).
Le chemin de fer a été acclamé avec succès, transportant 38 000 voyageurs au cours de la journée et utilisant des trains du Great Northern Railway (GNR) pour compléter le service. Au cours des 12 premiers mois, 9,5 millions de voyageurs ont été transportés et au cours des 12 prochains mois, ce chiffre est passé à 12 millions.
Le temps initial permettait un trajet de 18 minutes pour le voyage. La fréquence du service en heures de pointe était toutes les 15 minutes, augmentée à 10 minutes au cours de la pointe du matin et réduite de 20 minutes tôt le matin et après 20h. Depuis mai 1864, les retours des travailleurs sont proposés dans les services de Paddington à 17h30 et 17h40 au prix d'un billet unique (3 pence).
À l’origine, le chemin de fer a été exploité par des locomotives à vapeur Metropolitan Class d'écartement large et matériel roulant du Great Western Railway (GWR). Peu de temps après le désaccord initial entre le Met et le GWR sur la nécessité d'augmenter la demande, le GWR retira son stock en août 1863. Le Met continua d'exploiter un service réduit en utilisant le matériel roulant d'écartement standard GNR avant d'acheter ses propres locomotives d'écartement de Beyer-Peacock et matériel roulant,.
Le Metropolitan a initialement mis en service 18 locomotives-tenders, dont une caractéristique essentielle était l'équipement de condensation qui empêchait l'essentiel de la vapeur de s'échapper lorsque les trains se trouvaient dans des tunnels ; ils ont été décrits comme « beaux petits engins, peints en vert et distincts principalement par leurs énormes cylindres externes. » Le projet connut un tel succès que finalement 120 exemplaires ont été construits pour assurer la traction sur le Metropolitan, le District Railway (en 1871) et sur toutes les autres lignes souterraines "cut and cover". Ce type de locomotives-tenders 4-4-0 peut donc être considéré comme le matériel de traction pionnier du premier chemin de fer souterrain de Londres; enfin, 148 exemplaires furent construits entre 1864 et 1886 pour différents chemins de fer, et la plupart continuèrent à fonctionner jusqu'à l'électrification, en 1905.

### Extensions et l'Inner Circle, 1863-1884

Les City Widened Lines entre King's Cross et Moorgate Street et leurs correspondances. La courbe est au sud de la LC&DR a été ouverte en 1871 et la station de Snow Hill a été ouverte en 1874.

Avec les connexions au GWR et la GNR en construction et les connexions au Midland Railway et au London, Chatham and Dover Railway (LC&DR) prévues, le Met a été autorisé en 1861 et 1864 à construire deux voies supplémentaires allant de King's Cross à Farringdon Street et une extension de quatre voies en direction est jusqu'à Moorgate,. Le Met utilisait deux voies : les deux autres voies, les City Widened Lines, étaient principalement utilisées par d'autres compagnies de chemin de fer.
Une paire de tunnels à sens unique à King's Cross, reliant le GNR au Met, a été ouverte le 1er octobre 1863, lorsque le GNR a commencé à exploiter des services,  le GWR revenant le même jour avec des trains de banlieue depuis des villes comme Windsor. En 1864, Met avait suffisamment de voitures et de locomotives pour faire fonctionner ses propres trains et augmenter la fréquence à six trains par heure.
Le 1er janvier 1866, les services conjoints du LC&DR et du GNR de Blackfriars Bridge ont commencé à fonctionner dans le tunnel Snow Hill sous le marché de Smithfield à Farringdon et au nord au GNR. L'extension à Aldersgate Street (maintenant Barbican) et Moorgate Street a été ouverte le 23 décembre 1865 et toutes les quatre voies ont été ouvertes le 1er mars 1866.
Les nouveaux rails de King's Cross à Farringdon ont été utilisés pour la première fois par un train de marchandises GNR le 27 janvier 1868. La jonction du Midland a été ouverte le 13 juillet 1868 lorsque les services sont arrivés à Moorgate Street avant le terminus de St Pancras être ouvert. La ligne a quitté la ligne principale à la St Paul's Road Junction, entrant dans un tunnel à double sens et rejoignant les Widened Lines à Midland Junction.

En 1871 ont commencé les services de l'Inner Circle, à partir de Mansion House et vers Moorgate Street, via South Kensington et Paddington. Les compagnies avaient leurs propres paires de rails entre Kensington High Street et South Kensington.

Le samedi 1er juillet 1871, un banquet d'ouverture avait la présence du premier ministre William Gladstone, qui était également actionnaire. Le lundi suivant, Mansion House a ouvert et le District Railway a commencé à exploiter ses propres trains. À partir de cette date, les deux sociétés ont exploité un service conjoint Inner Circle entre Mansion House et Moorgate Street via South Kensington et Edgware Road toutes les dix minutes, complétée par un service District toutes les dix minutes entre Mansion House et West Brompton et les services de banlieue du GWR et du Hammersmith & City Railway (H&CR) entre Edgware Road et Moorgate Street.

La ligne conjointe (en bleu) qui a complété le cercle intérieur en 1884 et a permis au Met et au District d’accéder à l'East London Railway. La station Met de Tower of London a été fermée peu de temps après l’ouverture de la ligne. Les services du District ont été étendus à l'est de Whitechapel par le Whitechapel & Bow Railway en 1902.

Le conflit entre le Met et le District et les coûts de construction ont retardé l'avancement de l'inner circle. En 1874, les financiers frustrés de la City formèrent la « Metropolitan Inner Circle Completion Railway Company » pour compléter la boucle. Cette compagnie a été soutenue par le District et a obtenu autorité parlementaire le 7 août 1874. La société lutta pour réunir des fonds et une prolongation du délai fut accordée en 1876. Une réunion entre le Met et le District se tint en 1877 ; le Met souhaitait maintenant accéder au South Eastern Railway (SER) via l'East London Railway (ELR) par le Tunnel sous la Tamise. Les deux sociétés promeuvent et obtiennent une loi du Parlement en 1879 pour le prolongement et la liaison avec l'ELR, cette loi assurant également une coopération future, permettant aux deux sociétés d'accéder à tout le cercle. Les autorités ont apporté une contribution majeure à des améliorations substantielles dans les routes et les égouts. En 1882, le Met étend sa ligne d'Aldgate à une station temporaire à Tower of London. Deux contrats pour la construction de lignes conjointes sont signés, de Mansion House à Tower en 1882, et du cercle au nord d'Aldgate à Whitechapel avec une courbe pour l'ELR en 1883. À partir du 1er octobre 1884, le District et le Met ont mis en service des trains de St Mary's via ce courbe pour l'ELR jusqu'à la station New Cross., Après une cérémonie d’ouverture officielle le 17 septembre et un procès, le service circulaire a commencé le lundi 6 octobre 1884. Le même jour, Met a étendu certains services du H&CR sur l'ELR à New Cross, lient aux nouvelles stations conjointes en Aldgate East et St Mary's., Les stations conjointes sont ouvertes sur la ligne circulaire en Cannon Street, Eastcheap (Monument à partir du 1er novembre 1884) et Mark Lane. La station de la Tour de Londres du Met a été fermée le 12 octobre 1884, après que District ait refusé de vendre des billets pour la station. Initialement, le service était de huit trains par heure, complétant le cercle de 13 milles (20,921472 kilomètres), mais cela s’avéra impossible à maintenir et fut réduit à six trains par heure avec un temps de 70 minutes en 1885. Les gardes ne firent aucune pause pendant le voyage jusqu'en septembre 1885, lorsque furent autorisées trois pauses de 20 minutes.

### Électrification, 1900-1914

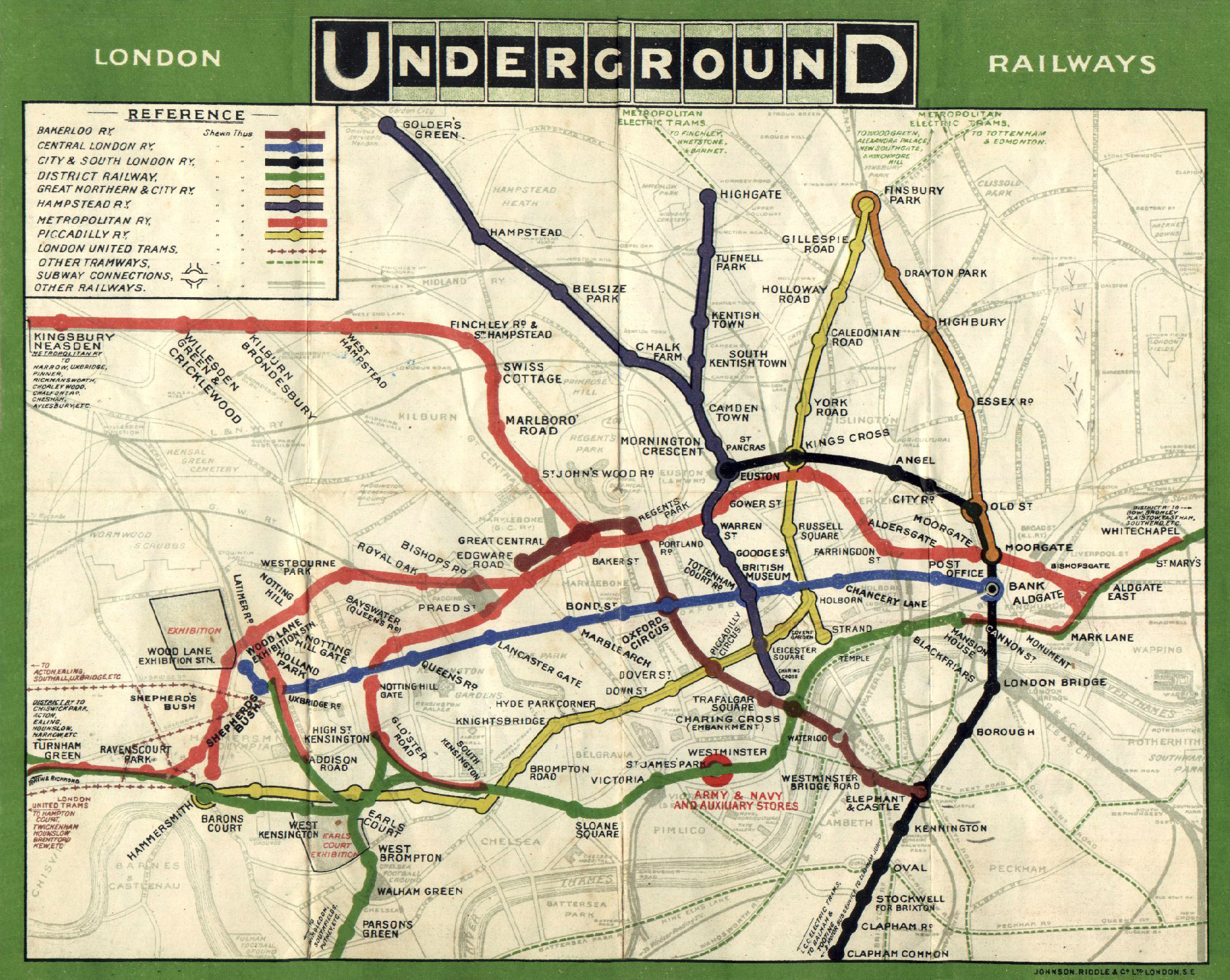
Le plan intitulé « London Underground Railways », de 1908, montrant chacune des lignes de métro dans une couleur différente. Le Metropolitan Railway est représenté en rouge. De légers détails en arrière-plan montrent la Tamise, les routes et les lignes non souterraines.

Les unités électriques multiples sont mis en service le 1er janvier 1905 et, le 20 mars, tous les services locaux entre Baker Street et Harrow étaient électriques. L'usage de trains de six wagons fut considéré comme une perte sur la ligne légèrement utilisée d'Uxbridge et dans la conduction d'un autobus en dehors des heures de pointe pour se rendre à Harrow le Met a provoqué le dégoût de la Chambre de commerce pour utiliser un wagon moteur pour conduire deux remorques. Un train à vapeur court est utilisé vers les heures creuses depuis la fin du mois de mars, tandis que certaines remorques ont été modifiées pour permettre l’ajout d’un taxi, mis en service le 1er juin.

### Guerre et "Metro-land", 1914-1932

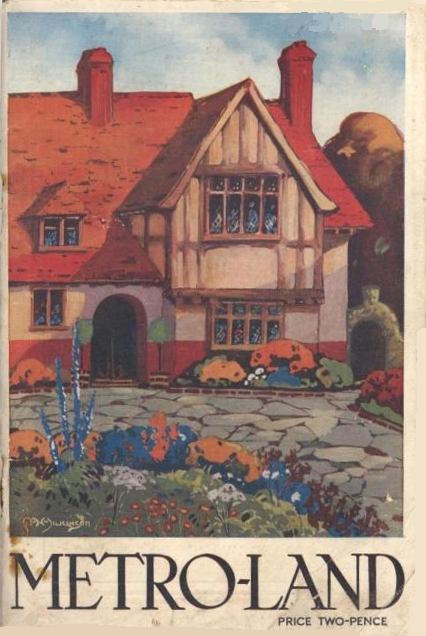
La couverture du guide Metro-Land, publié en 1921.

Contrairement aux autres compagnies de chemin de fer, qui devaient avoir des terrains excédentaires, le Met était dans une position privilégiée avec des clauses dans ses lois, lui permettant de conserver les terrains qu'il jugeait nécessaires pour une utilisation future du rail. Initialement, l'excédent foncier était géré par le Land Committee, composé de directeurs du Met. Dans les années 1880, alors que le chemin de fer s'étendait au-delà de Swiss Cottage et construisait des logements pour les travailleurs à Neasden, routes et égouts ont été construits à Willesden Park Estate et la terre a été vendue aux constructeurs. Des développements similaires ont eu lieu à Cecil Park, près de Pinner et, après l'échec de la tour de Wembley, des lots ont été vendus à Wembley Park.
En 1912, Selbie, alors directeur général, pensait qu'un certain professionnalisme était nécessaire et suggéra de créer une entreprise pour remplacer le Comité des terres excédentaires afin de développer des propriétés près du chemin de fer. La Première Guerre mondiale a retardé ces plans et était en 1919, dans l'attente d'un boom immobilier, avant le Metropolitan Railway Country Estates Limited (MRCE) est formé. Préoccupée par le fait que le Parlement pourrait reconsidérer la position unique que le Met avait, la compagnie de chemin de fer a demandé un avis juridique, à savoir que le Met avait le pouvoir d'entretenir des terres, mais n'avait personne pour les aménager. Une nouvelle compagnie a été créée ; tous ses administrateurs sauf un étaient également administrateurs du Met. Le MRCE a développé des propriétés à Kingsbury Garden Village près de Neasden, Wembley Park, Cecil Park et Grange Estate à Pinner, et Cedars Estate à Rickmansworth, et créé des endroits comme Harrow Garden Village,.
Le terme Metro-land a été inventé par le service marketing du Met en 1915, lorsque le Guide to the Extension Line est devenu le guide du Metro-land, au prix de 1d. Cela promouvait le terrain desservi par le Met pour le promeneur, le visiteur, puis le chasseur de maisons. Publié annuellement jusqu'en 1932, la dernière année complète d'indépendance, le guide a vanté les avantages du "Bon air des Chilterns", en utilisant un langage comme "Chaque amoureux de la Metroland pourrait bien avoir ses propres sculptures de hêtre et de bois préférées - toute la beauté verte tremblante du printemps et du châtaignier- rougeâtre et d'or en octobre". Le rêve promu était une maison moderne dans un paysage magnifique, avec un service ferroviaire rapide vers le centre de Londres.
À partir de 1914, la société s'est promue "The Met", mais après 1920, le directeur commercial John Wardle a veillé à ce que les horaires et autres supports publicitaires utilisent "Metro". L'aménagement du territoire a également eu lieu dans le centre de Londres, quand en 1929 le Chiltern Court, une grande et luxueuse résidence, a ouvert ses portes sur Baker Street, conçue par l'architecte du Met Charles Walter Clark, qui était également responsable de la conception de diverses reconstructions de stations sur la "Metro-land" extérieur à cette époque.

Plan de 1925 d'une ligne de secours reliant Kilburn & Brondesbury à Edgware Road, afin dégager les tunnels entre Finchley Road et Baker Street.

En 1925, une branche a été ouverte de Rickmansworth à Watford. Il y avait une gare à Watford depuis 1837, mais en 1895 l'Association des merchants de Watford avait approché le Met avec une proposition de ligne pour Watford via Stanmore. Ils se sont de nouveau approchés en 1904, cette fois en collaboration avec le Conseil districtal local, pour discuter d'un nouveau plan pour une extension plus courte de Rickmansworth. Un itinéraire possible a été recherché en 1906 et un projet de loi déposé en 1912 à la recherche de l'autorisation pour une ligne conjointe Met & GCR de Rickmansworth vers le centre-ville de Watford qui traverserait une décharge. Il y avait une opposition locale à la décharge et la ligne a été coupée dans une gare avec des installations de fret juste en dessous du parc. La loi modifiée a été approuvée le 7 août 1912 et le Comité mixte de Watford a été formé avant le déclenchement de la Première Guerre mondiale en 1914, retardant la construction. Après la guerre, la Trade Facilities Act 1921 a offert des garanties financières gouvernementales pour des projets d'investissement créateurs d'emplois, et la construction a commencé en 1922. Pendant la construction, le Railways Act 1921 signifiait qu'en 1923, le London and North Eastern Railway (LNER) remplaça le GCR. Où la branche rencontrait la ligne d'extension deux jonctions ont été construites, permettant aux trains d'accéder à Rickmansworth et à Londres. Les services ont commencé le 3 novembre 1925 avec une station intermédiaire à Croxley Green (aujourd'hui Croxley), avec les services fournis par les multiples unités électriques du Met jusqu'à Liverpool Street via Moor Park et Baker Street et les trains à vapeur LNER à Marylebone. Le Met a également géré un service de navette entre Watford et Rickmansworth.
Il restait un goulot d'étranglement sur Finchley Road, où les sections rapides et lentes convergeaient dans une paire vers les tunnels d'origine vers Baker Street. En 1925, un plan a été élaboré pour deux nouveaux tunnels tubulaires, suffisamment grands pour le matériel roulant de Met qui rejoindrait la ligne d'extension à une jonction au nord de la station de Kilburn & Brondesbury et passerait sous Kilburn High Street, Maida Vale et Edgware Road jusqu'à Baker Street,. Le plan comprenait trois nouvelles stations, Quex Road, Kilburn Park Road et Clifton Road, mais n'a pas progressé après le Ministère du Transport réexamine ses «exigences relatives aux lignes de passagers», qui exigent une issue de secours aux extrémités des trains à grande circulation - le stock de compartiments utilisé au nord de Harrow ne remplissait pas cette exigence. La station Edgware Road a été reconstruite avec quatre quais et comportait des indicateurs de destination des trains, y compris des gares telles que Verney Junction et Uxbridge.
Dans les années 1920, en dehors des heures de pointe, il y avait un train toutes les 4 à 5 minutes de Wembley Park à Baker Street. Il y avait généralement deux services par heure à partir de Watford et Uxbridge, qui fonctionnaient sans escale à partir de Wembley Park, et les services d'arrêt ont commencé à partir de Rayners Lane, Wembley Park et Neasden ; la plupart ne se sont jamais arrêtés à Marlborough Road et St John's Wood Road. Hors pointe, les stations situées au nord de Moor Park étaient généralement desservies par des trains du Great Central Railway (GCR) vers Marylebone. Pendant le pic, les trains se sont approchés de Baker Street toutes les 2,5 à 3 minutes, passant par Moorgate, Liverpool Street ou Aldgate.
La construction a commencé en 1929 dans une branche de Wembley Park à Stanmore pour répondre à un nouveau développement de logements à Canons Park, avec des stations à Kingsbury et Canons Park (Edgware) (renommée Canons Park en 1933). Le gouvernement a de nouveau obtenu un financement, cette fois en vertu de la Loi sur les garanties et les prêts pour le développement, le projet a également quadruplé les voies de Wembley Park à Harrow. La ligne a été électrifiée avec des signaux lumineux de couleur automatiques contrôlés par une boîte de signalisation dans le parc de Wembley et ouverte le 9 décembre 1932,.

### London Passenger Transport Board, 1933
Contrairement à l'UERL, le Met a profité directement du développement de développements résidentiels métropolitains près de ses lignes ; le Met a toujours payé un dividende à ses actionnaires. Les premiers rapports ne sont pas fiables, mais à la fin du XIXe siècle, ils versaient un dividende d'environ 5%. Cela a chuté à partir de 1900, lorsque les tramways électriques et le Central London Railway ont attiré des voyageurs ; une basse de 1⁄2 pour cent a été atteint en 1907-1908. Les dividendes sont passés à 2% en 1911-1913, lorsque les passagers sont revenus après l'électrification ; le déclenchement de la guerre en 1914 a réduit le dividende à 1%.
En 1913, le Met rejeta une proposition de fusion faite par l'UERL et resta obstinément indépendant sous la direction de Robert Selbie. L'Acte des chemins de fer de 1921, qui devint loi le 19 août 1921, n'a pas listé aucun des chemins de fer souterrains de Londres ne figurait parmi les compagnies qui devaient être regroupées, même si, au début le Met était incluse. Quand la propose d'intégration des transports publics à Londres a été publiée en 1930, le Met a fait valoir qu'elle devrait avoir le même statut que les quatre chemins de fer principaux et qu'elle était incompatible avec UERL en raison de ses opérations de fret ; le gouvernement a vu le Met d'une manière similaire au District, au exploiter conjointement le cercle intérieur. Après la publication du « London Passenger Transport Bill », principalement destiné à coordonner les petits services de bus indépendants, a été publié le 13 mars 1931, le Met a dépensé £ 11 000 opposé cela. Le projet de loi a survécu à un changement de gouvernement en 1931 et le Met n'a pas répondu à une proposition du nouveau gouvernement selon laquelle il pourrait rester indépendant s'il perdait son pouvoir de commandement sur le cercle. Les administrateurs se sont tournés pour négocier une compensation pour leurs actionnaires ; jusqu'ici, le nombre de passagers avait diminué en raison de la concurrence des autobus et de la dépression. En 1932, dernière année complète d'exploitation, un dividende de 15⁄8 a été déclaré. Le 1er juillet 1933, le London Passenger Transport Board (LPTB) a été créé en tant qu'entreprise publique et le Met a été fusionné avec d'autres chemins de fer souterrains, des sociétés de tramway et des opérateurs de bus. Les actionnaires de Met ont reçu 19,7 millions £ en actions LPTB.

### Héritage

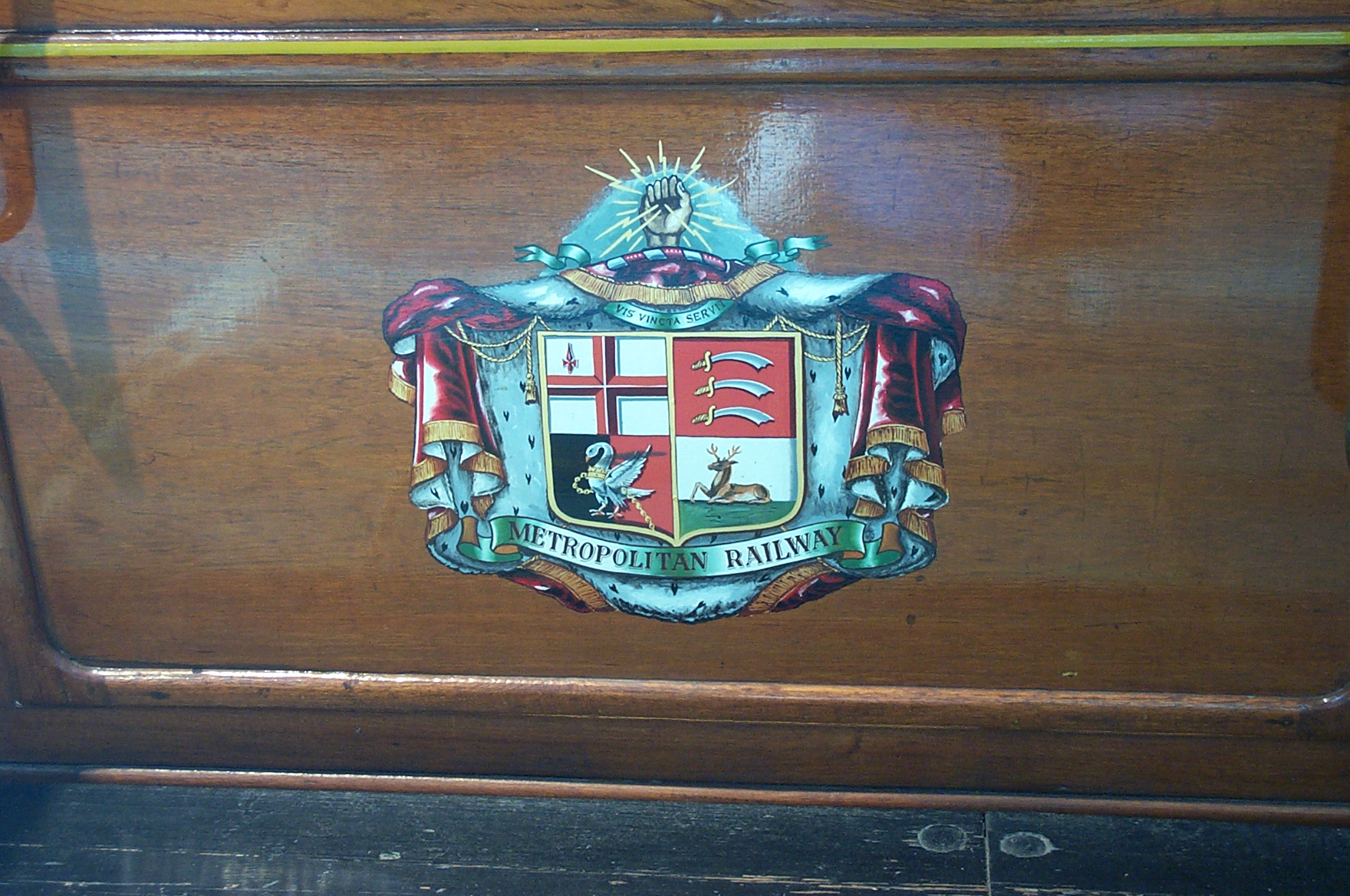
Les armoiries du Metropolitan Railway, combinant les armoiries de Londres, Middlesex, Buckinghamshire et Hertfordshire

Le Met devient la ligne Metropolitan de la London Transport, la branche de Brill est fermée en 1935, suivie de la ligne de Quainton Road jusqu'à Verney Junction en 1936. Le LNER a repris les travaux de vapeur et de fret. En 1936, les services de la ligne Metropolitan ont été étendus de Whitechapel à Barking le long de la ligne District. Le New Works Programme a fait en 1939, la ligne Bakerloo a été prolongée de Baker Street dans de nouveaux tunnels et stations jumelles à Finchley Road avant de prendre les stations intermédiaires à Wembley Park et le branche de Stanmore. Le branche a été transféré à la ligne Jubilee lorsque cette ligne a ouvert en 1979. Le Great Northern and City Railway a été isolé et est resté géré comme une partie de la ligne Northern jusqu'à son acquisition par British Railways en 1976.
Les locomotives à vapeur ont été utilisées au nord de Rickmansworth jusqu'au début des années 1960, date à laquelle elles ont été remplacées après l'électrification à Amersham et l'introduction de plusieurs unités électriques, la London Transport retirant son service au nord d'Amersham. En 1988, la route de Hammersmith à Aldgate et Barking était marquée comme la ligne Hammersmith & City, et l'itinéraire des stations de New Cross à Shoreditch est devenu la ligne East London, en laissant la ligne Metropolitan comme la route d'Aldgate à Baker Street et au nord vers les stations via Harrow.
Après la fusion en 1933, la marque "Metro-land" a été rapidement abandonnée. Au milieu du XXe siècle, l'esprit de la Metro-land a été rappelé dans les poèmes de John Betjeman comme "The Metropolitan Railway" publié dans la collection "A Few Late Chrysanthemums" en 1954 et a ensuite atteint un public plus large avec son documentaire télévisé Metro-land, diffusé pour la première fois le 26 février 1973. La banlieue de la Metro-land est un endroit du roman de Metroland du Bildungsroman de Julian Barnes. Un film basé sur un roman, également appelé Metroland, est sorti en 1997.